# Toby Regbo
Toby Finn Regbo, född 1991 i Hammersmith i London, är en brittisk skådespelare och musiker. 
Han är bland annat känd för sina roller som den 15-åriga Nemo Nobody i SciFi-dramat Mr. Nobody, Unge Albus Dumbledore i Harry Potter och dödsrelikerna – Del 1, Francis II av Frankrike i The CWs dramaserie Reign och Æthelred i BBC2s serie The Last Kingdom.

## Biografi
Toby Regbos fars släkt har norskt ursprung och efternamnet Regbo hittades på istället för att behålla det norska namnet Hanson. Hans italienska morfar var kapten för kryssningsfartyg och hans mormor var en australisk ballerina. 
Som skådespelare fick Regbo sin första roll 2006 i ITVs TV-film Sharpe's Challenge, men sin första betydande roll fick han 2009 i långfilmen Mr. Nobody där han spelade Nemo Nobody som tonåring. Samma år medverkade han även i pjäsen Tusk Tusk av Polly Stenham.
Han har fortsatt medverka i ett antal filmer och serier (vilka nämns nedan) och skulle från början spelat unge Stefan i Walt Disney Pictures film Maleficent, men ersattes av Michael Higgins då regissörerna ville ha en yngre skådespelare.

## Filmografi

### Filmer
| År   | Titel                                   | Roll                     | Noteringar                                                                                 |
| ---- | --------------------------------------- | ------------------------ | ------------------------------------------------------------------------------------------ |
| 2006 | Sharpe's Challenge                      | Ensign                   | TV-film                                                                                    |
| 2009 | Mr. Nobody                              | Nemo Nobody som tonåring |                                                                                            |
| 2009 | Glorious 39                             | Michael Walton           |                                                                                            |
| 2010 | Harry Potter och dödsrelikerna – Del 1  | Unge Albus Dumbledore    |                                                                                            |
| 2011 | En dag                                  | Samuel Cope              |                                                                                            |
| 2011 | Someday This Pain Will Be Useful to You | James Sveck              |                                                                                            |
| 2013 | uwantme2killhim?                        | John                     | Pris för bästa framträdande i en brittisk långfilm i Edinburgh International Film Festival |
| 2013 | Heart of Nowhere                        | Luke                     |                                                                                            |

### TV-serier
| År              | Titel            | Roll                         | Noteringar |
| --------------- | ---------------- | ---------------------------- | --- |
| 2007            | M.I. High        | Chad Turner                  | Avsnitt: "Super Blane" |
| 2011            | Treasure Island  | Jim Hawkins                  | |
| 2012            | The Town         | Harry                        | |
| 2013–2015; 2017 | Reign            | Kung Francis II av Frankrike | Huvudroll; 49 avsnitt (under säsong 1–2 och sista avsnittet i säsong 4) Nominerad – Choice TV Breakout Performance (Male) i Teen Choice Awards |
| 2017            | The Last Kingdom | Æthelred                     | |

### Teater
| År   | Titel     | Roll  | Spelplats                   |
| ---- | --------- | ----- | --------------------------- |
| 2009 | Tusk Tusk | Eliot | Royal Court Theatre, London |